# Dreiländerbrücke
Dreiländerbrücke (franska: Passerelle des Trois Pays) är en gång- och cykelbro över floden Rhen. Bron sträcker sig mellan Huningue i Frankrike (Alsace) och Weil am Rhein i Tyskland (södra Baden), omkring 200 meter från gränsen till Schweiz och Basels storstadsområde. Den är världens längsta fristående gång- och cykelbro.

## Beskrivning
Bron är en asymmetrisk bågbro med en båge av sexkantiga stålrör. Den har en cykelbana i mitten, med gångbanor på var sin sida, och kostade omkring 10 miljoner euro att bygga.
Dreiländerbrücke är 248 meter lång, med ett huvudspann på cirka 230 meter. Bron är 5 meter bred. Nära det tyska brofästet finns Hotel Dreiländerbrücke.

## Historia
Idén om en bro väcktes år 1996, och bron betecknades av Tysklands utrikesminister Joschka Fischer som "en nyttig byggsten i huset Europa". År 2000 beslöt de båda vänorterna Huningue och Weil am Rhein att gemensamt bygga en bro, och året efter utlystes en arkitekttävling om utformningen av bron. Den österrikiske arkitekten Dietmar Feichtinger vann tävlingen.
Byggnationen började den 10 april 2006, på den franska sidan av Rhen och efter en offentlig upphandling, och i november samma år flottades bron på plats. Inför invigningen den 30 mars 2007 provbelastades bron av omkring 600 frivilliga.
Utöver Dreiländerbrücke finns under 2020-talet ett par andra planer på brobyggen i den omedelbara närheten. Det rör sig i detta fallet om broar som är tänkta att överbrygga hamnbassänger i den schweiziska delen av trelandshörnet.

## Erkännande
Bron har vunnit ett antal internationella priser.